# Terre-Neuve (Haiti)
Terre-Neuve (Haitianisch-Kreolisch: Tenèv) ist eine Gemeinde im Département Artibonite von Haiti.

## Geschichte
Eine erste Ansiedlung von Kaffeepflanzern entstand im Gebiet von Terre-Neuve vor 1789.
Im Jahr 1793 eroberte Toussaint Louverture das Gebiet für Spanien. Im folgenden Jahr fiel es an Frankreich.
Mit einem Gesetz vom 17. Oktober 1821 über die Aufteilung des Territoriums von Haiti in Bezirke und Gemeinden erhielt Terre-Neuve den Status einer vollwertigen Gemeinde mit einem Abgeordneten im Parlament, einem Friedensrichter und einem Gemeinderat. Sie gehörte zu dieser Zeit ebenso wie Ennery und Gros-Morne  zu dem Verwaltungsbezirk Gonaïves.

## Lage und Beschreibung
Neben dem Stadtzentrum Ville de Terre-Neuve bestehen drei ländliche Gemeindebezirke:
1. Doland mit Bivac, Bois-d'Huis, Bois-Pite, Ca Bodin, Ca Lanmac, Ca Roi, Darang, Digoterie, Fond-Georges, Fond-Sarasin, Grande-Ravine, La Fortune, Mapou, Miguinda, Moulin-Bassin, Nan Fond, Nan Gouman, Nan Paul, Perdu-Temps, Platon-Dumé und Platonnanmas.
2. Bois Neuf mit Avocat, Bassin-Tortue, Ca Louis, Grand-Jour, La Cour-Paletot, Nan Nicotte, Savane-Longue und Troupeau sowie
3. Lagon mit Bras-à-droite, Ca Philippe, Ca Roche, Cote-Garde, Derrière-Lagon, Fond-Lagon, Merci, Nan Canot, Nan Figuier, Vieux-Camp und Voûte-Rouge.

Das Zentrum von Terre-Neuve ist rund 26 Kilometer von Gonaives entfernt, von wo aus die Route Nationale RN-1 Anschluss an das Straßensystem Haitis bietet.
Auf dem Gebiet der Gemeinde erstreckt sich die bis zu 1.000 Meter hohe Bergkette Montagnes de Terre-Neuve.
Die rotarische Haiti National Water, Sanitation and Hygiene Initiative (HANWASH) betreibt ein Projekt zur nachhaltigen Trinkwasserversorgung in Terre-Neuve.